# Porro-Spiegelsucher
Ein Porro-Spiegelsucher ist ein Suchersystem für Spiegelreflexkameras.
Porro-Spiegelsucher (umgangssprachlich auch Porroprisma genannt) ähneln in ihrer Arbeitsweise den Pentaprismensuchern. Das Pentaprisma wird jedoch durch eine Anzahl planer Spiegel ersetzt. Damit lassen sich kompaktere und leichtere Kameras realisieren, der große Prismenkopf entfällt weitgehend. Allerdings ist das Sucherbild meistens (geringfügig) dunkler und die offene Bauweise staubempfindlicher und komplexer. 
Der Name stammt von dem italienischen Optiker und Geodäten Ignazio Porro, der mit dieser Erfindung die Leistung von Fernrohren verbesserte.